# Copa Emirates
A Emirates Cup é uma competição de pré-temporada da associação de futebol organizada pelo clube inglês Arsenal em sua casa, o Emirates Stadium, em Holloway, Londres. A competição de dois dias foi inaugurada em 2007 e recebeu o nome do principal patrocinador do Arsenal, a Emirates. Foi realizado todos os verões, exceto 2012 devido aos Jogos Olímpicos de Londres, 2016 por causa do trabalho de renovação do campo e 2018 por causa do trabalho de construção do estádio.
A competição em sua primeira década seguiu um sistema de pontuação de pontos muito parecido com o Torneio de Amsterdã, em que cada equipe jogou duas partidas, com três pontos concedidos por vitória, um ponto por empate e nenhum por derrota. Um ponto adicional é concedido por cada gol marcado; este foi descartado em 2011, mas retornou da edição de 2013. A partir de 2009, o total de chutes a gol durante todo o torneio tem sido usado como critério de desempate se as equipes estiverem empatadas em pontos, diferença de gols e gols marcados. Desde 2019, a Emirates Cup foi encurtada para um torneio de um dia com a inclusão do Arsenal Women.
O Arsenal venceu o torneio inaugural em 2007, e outras vitórias se seguiram em 2009, 2010, 2015 e, mais recentemente, em 2017. Cinco outros times venceram a Copa Emirates: Hamburgo em 2008, New York Red Bulls em 2011, Galatasaray em 2013, Valencia em 2014 e Lyon em 2019. Lyon e Paris Saint-Germain são os convidados mais regulares, ambos tendo sido convidados a competir no torneio em três ocasiões; O Lyon venceu o torneio e terminou como vice-campeão uma vez, enquanto o PSG terminou como vice-campeão duas vezes.

## História
O Arsenal anunciou pela primeira vez sua intenção de realizar uma competição de pré-temporada em sua casa, o Emirates Stadium, em março de 2007. O diretor-gerente Keith Edelman revelou que os planos estavam em um estágio exploratório e acrescentou: "Seria na pré-temporada, por volta final de julho, e os ingressos teriam preços razoáveis. Achamos que seria um evento muito emocionante" Detalhes do torneio foram formalmente anunciados no dia 1 de maio de 2007, com os campeões italianos Inter Milan, o lado francês Paris Saint-Germain e o Hamburgo confirmados como participantes. A qualificação do Hamburgo para a Taça Intertoto significou a sua desistência da competição; o clube foi posteriormente substituído pelo Valencia da Espanha.
A Copa Emirates inaugural aconteceu em 28 de julho e 29 de julho de 2007 e foi bem frequentada com mais de 110.000 pessoas enchendo o estádio durante os dois dias do torneio. Cada clube jogou em dois lados; Valencia e Arsenal não se enfrentaram, e a Inter não jogou contra o Paris Saint-Germain. O Arsenal venceu o primeiro torneio, tendo derrotado os seus adversários franceses por 2-1 e derrotado a Inter pelo mesmo placar, cortesia de um ataque tardio de Robin van Persie. No ano seguinte, o Hamburgo fez uma aparição ao lado de Real Madrid e Juventus, e venceu o torneio ao terminar dois pontos à frente do segundo colocado Real.
Em 2009, o Arsenal recebeu o Atlético Madrid, Rangers e Paris Saint-Germain para a Copa Emirates. Os anfitriões recuperaram o troféu vencendo as duas partidas e marcando cinco gols; o meio-campista Jack Wilshere foi duas vezes eleito o homem do jogo por suas atuações contra o Atlético de Madrid e o Rangers. Arsenal manteve a Copa Emirates em 2010, mas não conseguiu chegar ao topo da tabela nos três torneios seguintes. O New York Red Bulls, que foi capitaneado pelo ex-atacante do Arsenal Thierry Henry, ganhou a Copa Emirates em 2011, depois de vencer o Paris Saint-Germain e empatar com os anfitriões. O torneio não ocorreu em 2012 devido aos Jogos Olímpicos de Verão em andamento em Londres; acreditava-se que a infra-estrutura da capital não era capaz de atender os 100.000 torcedores extras que costumam comparecer ao evento de dois dias. Quando a Copa Emirates foi retomada em 2013, o time turco Galatasaray ganhou nove pontos para terminar no topo do grupo, e um ano depois o Valencia se tornou o primeiro vencedor espanhol do torneio, já que os anfitriões perderam seu jogo decisivo contra o Mônaco.
O Arsenal conquistou a sua quarta Copa Emirates em 2015; a competição foi realizada no último fim de semana de julho. Os anfitriões marcaram sete gols no torneio - seis contra o Lyon, que mais tarde se tornou o primeiro time na história da competição a não marcar um gol em nenhuma de suas partidas. Devido ao cronograma estendido do Campeonato Europeu de 2016 e obras essenciais de reconstrução do campo no Emirates Stadium, a Copa Emirates não ocorreu no período de pré-temporada da temporada 2016-17. Dois anos depois, o trabalho de construção do estádio fez com que mais uma vez o torneio não acontecesse.
A Copa Emirates retornou em 2019 com o Arsenal Feminino apresentando pela primeira vez no torneio de pré-temporada, onde enfrentou o Bayern de Munique Feminino. No torneio masculino, o Lyon derrotou o Arsenal por 2-1 para conquistar seu primeiro título.
No dia 18 de maio de 2022, foi anunciado oficialmente que a Emirates Cup retornará no dia 30 de julho de 2022 contra o Sevilha FC.

## Torneios
| Edição | Ano  | Campeão            | Vice-campeão        | Terceiro lugar  | Quarto lugar        |
| ------ | ---- | ------------------ | ------------------- | --------------- | ------------------- |
| 1      | 2007 | Arsenal            | Paris Saint-Germain | Valencia        | Inter Milan         |
| 2      | 2008 | Hamburg            | Real Madrid         | Arsenal         | Juventus            |
| 3      | 2009 | Arsenal            | Rangers             | Atlético Madrid | Paris Saint-Germain |
| 4      | 2010 | Arsenal            | Lyon                | Celtic          | Milan               |
| 5      | 2011 | New York Red Bulls | Paris Saint-Germain | Arsenal         | Boca Juniors        |
| 6      | 2013 | Galatasaray        | Porto               | Arsenal         | Napoli              |
| 7      | 2014 | Valencia           | Arsenal             | Monaco          | Benfica             |
| 8      | 2015 | Arsenal            | Villarreal          | Wolfsburg       | Lyon                |
| 9      | 2017 | Arsenal            | Sevilla             | RB Leipzig      | Benfica             |
| 10     | 2019 | Lyon               | Arsenal             | -               | -                   |
| 11     | 2022 | Arsenal            | Sevilla             | -               | -                   |
| 12     | 2023 | Arsenal            | Monaco              | -               | -                   |
| 13     | 2024 | Arsenal            | Lyon                | -               | -                   |

| Edição | Ano  | Vencedor Masculino | Resultado | Vice masculino | Vencedor Feminino     | Resultado | Vice feminino |
| ------ | ---- | ------------------ | --------- | -------------- | --------------------- | --------- | ------------- |
| 10     | 2019 | Lyon               | 2–1       | Arsenal        | Bayern München Frauen | 1–0       | Arsenal Women |

## Número de vitórias

### Masculino
| Clube               | Campeão | Vice-campeão | Terceiro lugar | Quarto Lugar | Total |
| ------------------- | ------- | ------------ | -------------- | ------------ | ----- |
| Arsenal             | 8       | 2            | 3              | —            | 11    |
| Lyon                | 1       | 2            | —              | 1            | 3     |
| Valencia            | 1       | —            | 1              | —            | 2     |
| Galatasaray         | 1       | —            | —              | —            | 1     |
| Hamburg             | 1       | —            | —              | —            | 1     |
| New York Red Bulls  | 1       | —            | —              | —            | 1     |
| Paris Saint-Germain | —       | 2            | —              | 1            | 3     |
| Sevilla             | —       | 2            | —              | —            | 2     |
| Monaco              | —       | 1            | 1              | —            | 1     |
| Porto               | —       | 1            | —              | —            | 1     |
| Rangers             | —       | 1            | —              | —            | 1     |
| Real Madrid         | —       | 1            | —              | —            | 1     |
| Villarreal          | —       | 1            | —              | —            | 1     |
| Atlético Madrid     | —       | —            | 1              | —            | 1     |
| Celtic              | —       | —            | 1              | —            | 1     |
| RB Leipzig          | —       | —            | 1              | —            | 1     |
| Wolfsburg           | —       | —            | 1              | —            | 1     |
| Benfica             | —       | —            | —              | 2            | 2     |
| Boca Juniors        | —       | —            | —              | 1            | 1     |
| Inter Milan         | —       | —            | —              | 1            | 1     |
| Juventus            | —       | —            | —              | 1            | 1     |
| Milan               | —       | —            | —              | 1            | 1     |
| Napoli              | —       | —            | —              | 1            | 1     |

### Feminino
| Clube                   | Campeão | Vice-campeão | Total |
| ----------------------- | ------- | ------------ | ----- |
| Bayern München Feminino | 1       | —            | 1     |
| Arsenal Feminino        | —       | 1            | 1     |